# П'єр Сулаж
П'єр Сула́ж (фр. Pierre Soulages; 24 грудня 1919, Родез, Франція — 25 жовтня 2022) — французький художник-абстракціоніст.

## Біографія і творчість
В 1946 році приїхав в Париж, до цього був сільськогосподарським робочим. Слава прийшла до нього після першої виставки Салоні незалежних (1947). Великий вплив на творчість П.Сулажа здійснили роботи Ханса Хартунга. З 1987 по 1994 він працював над вітражами церкви в Конке (Аверон). Наскрізна тема його робіт — чорний колір.

## Визнання
В 1979 був вибраний почесним членом Американської академії мистецтва і літератури.

## Сулаж в Росії
Його картини були експоновані в Ермітажі і Третьяковській галереї (2001).